# Titia de Lange
Pour les articles homonymes, voir De Lange.
Titia de Lange, née le 11 novembre 1955, est une biologiste moléculaire et généticienne néerlandaise connue pour ses travaux sur les télomères. Elle enseigne et dirige ses recherches à l'université Rockefeller à New York.

## Carrière
Elle a obtenu un master à l'université d'Amsterdam en 1981, puis a achevé un doctorat en 1985 sous la direction de Piet Borst sur les antigènes de surface chez les Trypanosomatidae. En 1985, elle a rejoint le laboratoire d'Harold Elliot Varmus à l'université de Californie à San Francisco pour ses recherches post doctorales. Elle a un poste d'enseignant chercheur à l'université Rockefeller depuis 1990.

## Récompenses
- Membre de l'Académie royale néerlandaise des arts et des sciences depuis 2000[2]
- Prix HP Heineken de biochimie et de biophysique en 2012[3]
- Breakthrough Prize in Life Sciences en 2013 pour sa recherche sur les télomères et leur rôle dans la protection des chromosomes ainsi que leur implication dans certains cancers.
- Prix Gairdner en 2014[4]